# Parafia Zwiastowania Najświętszej Maryi Panny w Leżajsku
Parafia Zwiastowania Najświętszej Maryi Panny w Leżajsku – parafia rzymskokatolicka należąca do dekanatu Leżajsk II w archidiecezji przemyskiej. Prowadzona jest przez zakon bernardynów.

## Historia
W 1608 roku przybyli do Leżajska bernardyni z Przeworska. W latach 1618–1628 został zbudowany kościół parafialny (bazylika mniejsza) w stylu późnorenesansowym, z fundacji Łukasza Opalińskiego. W 1630 roku odbyła się konsekracja kościoła, której dokonał bp Adam Nowodworski.
W 1657 roku kościół został częściowo zniszczony przez pożar spowodowany przez wojska Jerzego Rakoczego II. W latach 1891–1896 był gruntownie restaurowany. 10 lipca 1928 roku kościół został przez papieża Piusa XI, podniesiony do godności bazyliki mniejszej.
30 listopada 1969 roku dekretem bpa Ignacego Tokarczuka została erygowana parafia, z wydzielonego terytorium parafii Leżajsk-Fara i parafii Stare Miasto, do której przydzielono północną część Leżajska, Jelną, Maleniska, Judaszówkę, Hucisko i Łukową. Mieści się przy placu Mariackim.
W 1979 do parafii przyłączono Przychojec (wieś ta należała do parafii do roku 2003). Dwa lata później odłączono od parafii Jelną, Judaszówkę i Łukową, które utworzyły samodzielną parafię z siedzibą w Jelnej.
W latach 1977–1983 z inicjatywy gwardiana i proboszcza Bonawentury Misztala w lesie klasztornym założono Kalwarię Leżajską.
Z obszaru parafii pochodzi trzech biskupów: bp Ignacy Dec – biskup senior diecezji świdnickiej, bp Damian Muskus – biskup pomocniczy archidiecezji krakowskiej oraz abp Kryspin Dubiel – nuncjusz apostolski w Angoli oraz na Wyspach Świętego Tomasza i Książęcej, który 24 sierpnia 2024 roku w Bazylice Zwiastowania NMP przyjął święcenia biskupie.
Proboszczami parafii byli m.in.: o. Mariusz Lepianka OFM (1972–1978), o. Bonawentura Misztal OFM (od 1978), o. Oktawian Jusiak OFM (1984–1990), o. Mirosław Więcław OFM (1990–1996), o. Franciszek Rydzak OFM (1996–1999), o. Stanisław Komornik OFM (od 1999), o. dr Joachim Ciupa OFM (2011–2017), o. Sylwester Skirliński OFM (2017-2020), o. Klaudiusz Baran OFM (od 2020) 

## Kościoły filialne
- Hucisko – pw. św. Jana z Dukli[9].
- Maleniska – pw. św. Szymona z Lipnicy[10].

## Liczebność i terytorium parafii
Do parafii ogółem należy 5450 wiernych (w tym: Hucisko – 862 i Maleniska – 272).
Na terenie Leżajska znajdują się ulice: Armii Krajowej, Bernardyńska, Borki, Broniewskiego, Fabryczna, Franciszkańska, Iwaszkiewicza, Kąty, Kilińskiego, Klasztorna, Kochanowskiego, Konopnickiej, Kossaka, Kościuszki, Narodowej Organizacji Wojskowej, Kraszewskiego, ks. Cz. Brody, ks. J. Popiełuszki, Leśna, 11-go Listopada, Matejki, Mickiewicza (od nr 67 do końca i od nr 76 do końca), Michałka, Opalińskiego, Orzeszkowej, Os. Leśników, Paderewskiego, plac Mariacki, Podleśna, Prusa, Przemysłowa, Puławskiego, Siedlanka, Sienkiewicza, Skłodowskiej (prawa strona), Słoneczna, Sosnowa, Szopena, św. Jana z Dukli, Tuwima, Wyspiańskiego, Zielona i Żeromskiego).

## Odpusty
- 19 marca - św. Józefa Oblubieńca Najświętszej Maryi Panny
- 25 marca – Zwiastowanie Najświętszej Maryi Panny
- 7 maja – Matki Bożej Leżajskiej
- Zesłanie Ducha Świętego
- 13 czerwca – św. Antoniego z Padwy
- 2 sierpnia – Matki Bożej Anielskiej
- 13-15 sierpnia – Wniebowzięcia Najświętszej Maryi Panny

## Galeria

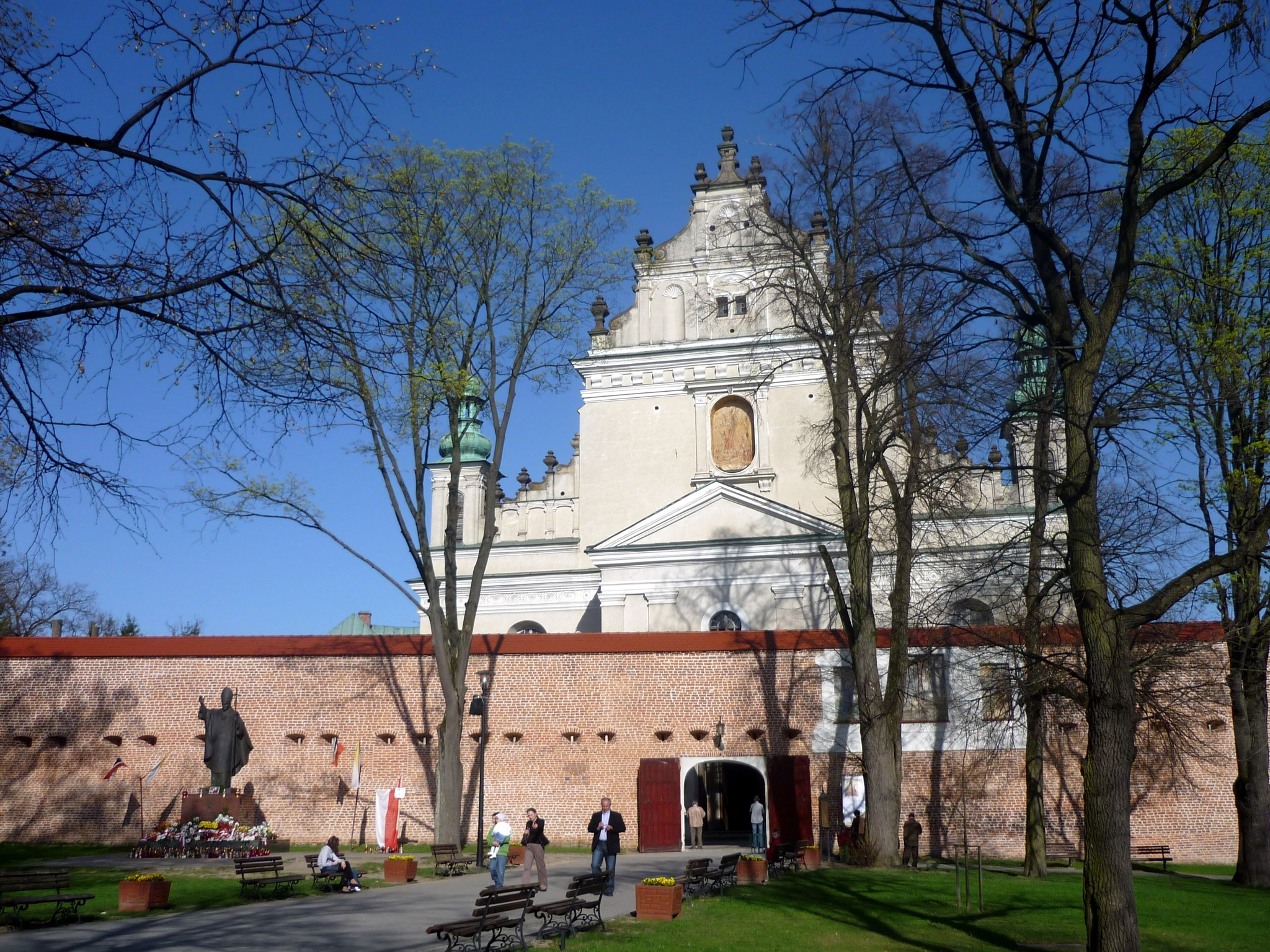
Bazylika – kościół parafialny
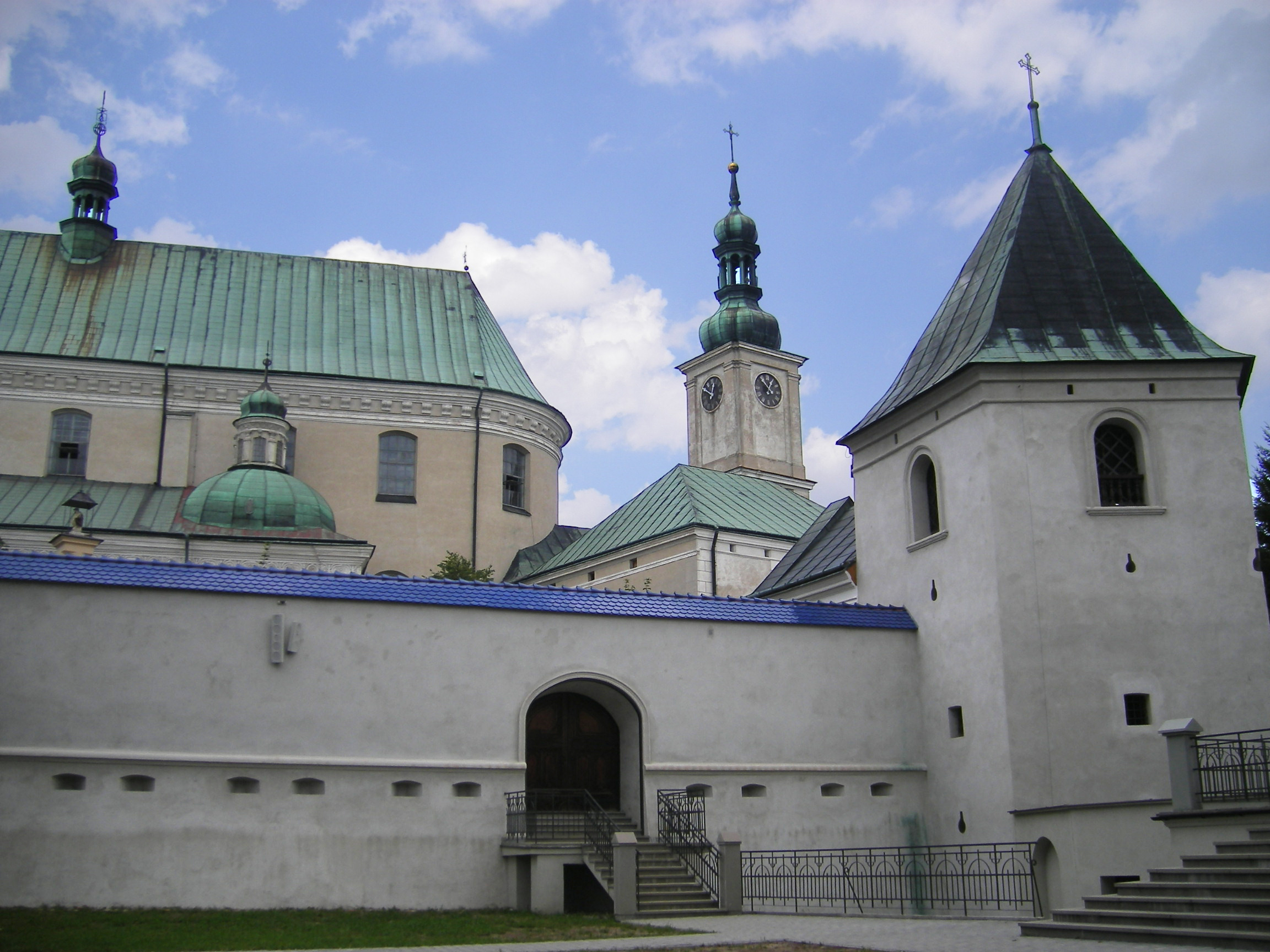
Bazylika
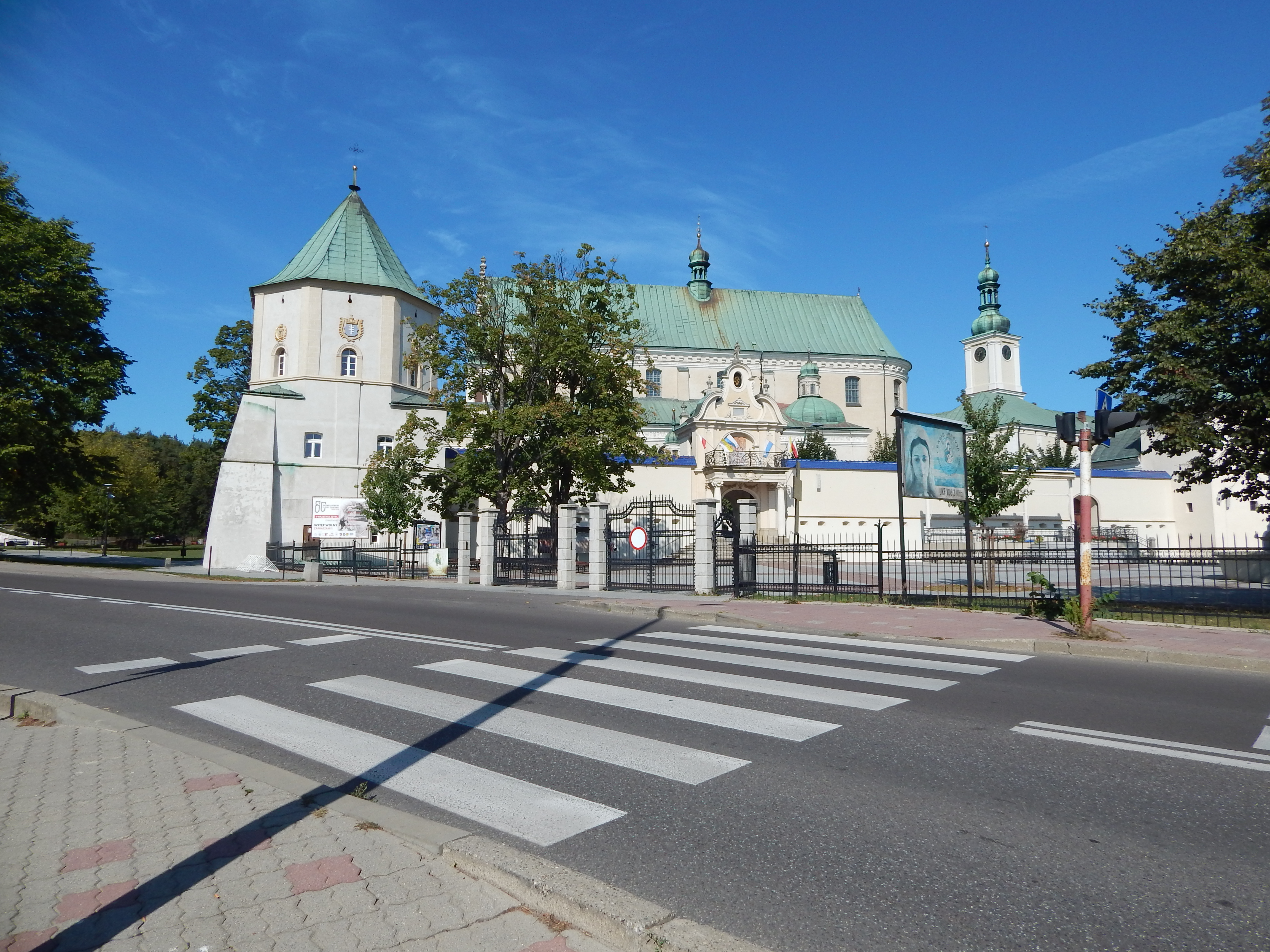
Zespół klasztorny bernardynów
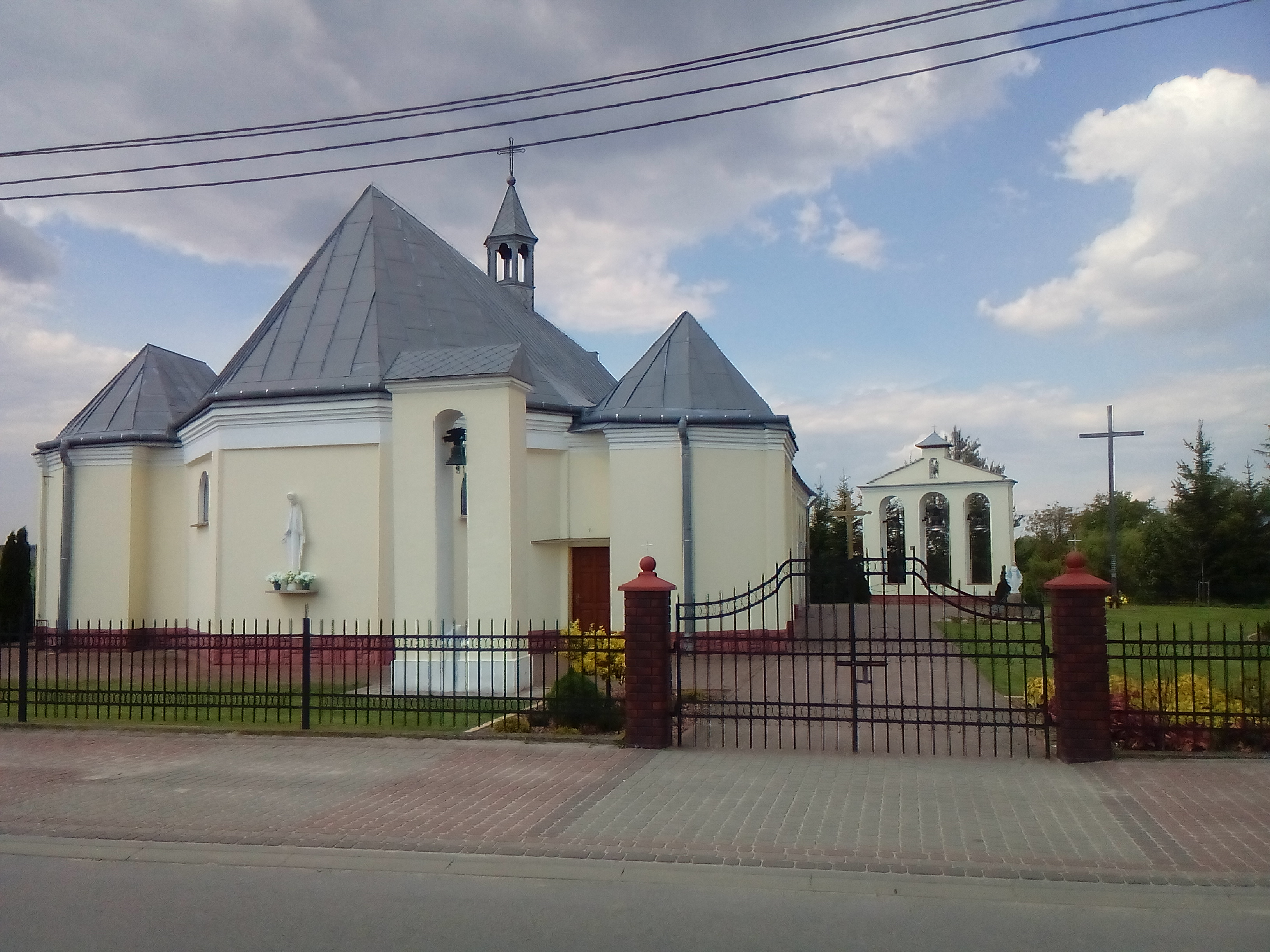
Kościół filialny św. Jana z Dukli w Hucisku